# Strogino (stacja metra)
Strogino (ros. Строгино) – stacja moskiewskiego metra linii Arbacko-Pokrowskiej (kod 211). Przez rok służyła jako stacja końcowa linii. Nazwa pochodzi od rejonu Strogino w północno-zachodnim okręgu administracyjnym Moskwy, gdzie jest położona. Wyjścia prowadzą na ulice Marszałka Katukowa, Kułakowa, Tallinskaja i Bulwar Stroginskij.

## Historia
Budowę rozpoczęto w 1991 roku jako zachodniego wydłużenia linii Kalinińskiej. Zbudowano tylko dwie ściany szczelinowe i kilkaset metrów tunelu w kierunku stacji Wołokołamskaja. Po kryzysie gospodarczym pracę wznowiono i kontynuowano od 1993 aż do 2005 roku. 12 października 2006 otwarto Północno-Zachodni Tunel w którym linia biegnie w stronę centrum. Stacja miała zostać otwarta jeszcze w 2007 roku, jednakże postanowiono poczekać, aż reszta odcinka zostanie wykończona.

## Konstrukcja i wystrój

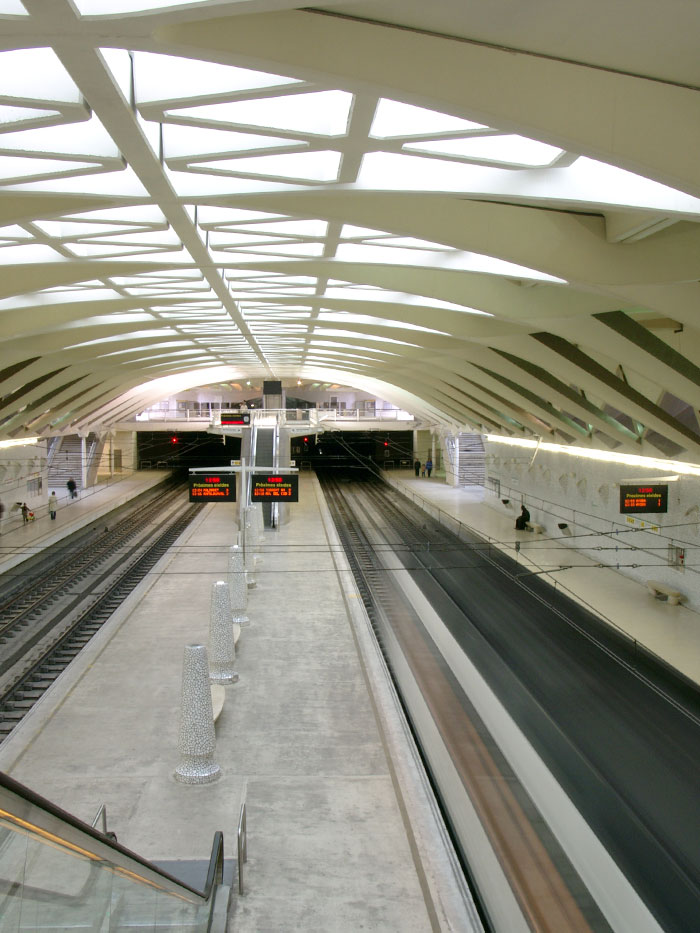
Stacja Alameda w Walencji

Stacja jest jednokomorowa, jednopoziomowa, posiada jeden peron (szerszy o 2 metry niż standardowo). Śnieżnobiały sufit i jasnoszare podłogi z granitu powiększają optycznie stację. Lampy w kształcie dużych kropli umieszczono we wnękach w suficie. Na stacji ustawiono ławki w kształcie łuków wykonane z drewna i stali nierdzewnej. W 2008 stacja otrzymała rosyjską nagrodę w dziedzinie architektury - Kryształowego Dedala (Хрустальный Дедал). Wielu ludzi dopatruje się znaczących podobieństw do stacji Alameda (Metro w Walencji - linia 5).

## Rozwój
Niektóre plany zakładały możliwość przesiadki tutaj na rozbudowywaną linię Kalinińską. Projekty zakładają budowę drugiej stacji pod obecną stacją. Jednakże obecnie plany te są zagrożone.